# Nigerias fodboldlandshold
Nigerias fodboldlandshold er det nationale fodboldhold i Nigeria. Det administreres af fodboldforbundet Nigeria Football Association og spillede sin første kamp i 1949.
Holdets har deltaget ved VM tre gange og gik videre til ottendedelsfinalerne i 1994 og 1998. Desuden har det to gange vundet African Nations Cup og fik guldmedaljer ved Sommer-OL 1996.